# 이은학교
이은학교는 충청북도 청주시에 있는 공립 특수학교이다. 유치원, 초등학교 과정이 설치되어 있다.

## 학교 연혁
- 2023년 3월 1일 : 청주혜원학교에서 유치부와 초등부가 분리되어 개교[1]